# Sweet Savage
Sweet Savage es una banda irlandesa de hard rock/heavy metal en la que tocó alguna vez el guitarrista Vivian Campbell, actualmente en Def Leppard. La banda es reconocida por la versión que hizo Metallica a una de sus canciones: "Killing Time". Sweet Savage grabó un EP con Vivian Campbell, y luego grabó los discos Killing Time y Rune, luego de que Campbell abandonara la agrupación para unirse a Dio. Esta banda forma parte del movimiento NWOBHM
Otros miembros fueron el vocalista y bajista Raymond Haller, el baterista David Bates, y los guitarristas Trevor Fleming y Ian 'Speedo' Wilson.
Sweet Savage realizó una gira junto a Thin Lizzy en su tour Renegade, y fue banda soporte de Ozzy Osbourne, Wishbone Ash y Motörhead.

## Discografía
- Killing Time (1996)
- Rune (1998)
- Regeneration (2011)

## Músicos
- Raymond Haller: Voz, bajo
- David Bates: Batería
- Trevor Fleming: Guitarra
- Ian 'Speedo' Wilson: Guitarra
- Vivian Campbell: Guitarra